# Integriertes Energie- und Klimaprogramm
Im Rahmen ihrer Klausurtagung in Meseberg beschloss die deutsche Bundesregierung am 23. August 2007 die Eckpunkte des integrierten Energie- und Klimaprogramm (IEKP). Dieses Programm ist daher auch unter dem Namen Meseberger Beschlüsse bekannt.

## Hintergrund
Mit dem Programm sollen die europäischen Richtungsentscheidungen vom Frühjahr 2007 bezüglich Klimaschutz, Ausbau der erneuerbaren Energien und Energieeffizienz in ein nationales Maßnahmenpaket umgesetzt werden. Die Umsetzung soll so erfolgen, dass die Klimaschutzziele bis 2020 kontinuierlich erreicht werden. 

## Maßnahmenpaket
Zu folgenden 29 Punkten werden Ist-Stand, Ziel und Maßnahmen formuliert:
1. Kraft-Wärme-Kopplungsgesetz
2. Ausbau der Erneuerbaren Energien (Erneuerbare Energie) im Strombereich
3. CO2-arme Kraftwerkstechnologien
4. Intelligente Messverfahren für Stromverbrauch (Intelligenter Zähler)
5. Saubere Kraftwerkstechnologien
6. Einführung moderner Energiemanagementsysteme
7. Förderprogramme für Klimaschutz und Energieeffizienz
8. Energieeffiziente Produkte
9. Einspeiseregelung für Biogas in Erdgasnetze
10. Energieeinsparverordnung
11. Betriebskosten bei Mietwohnungen
12. CO2-Gebäudesanierungsprogramm
13. Energetische Modernisierung der sozialen Infrastruktur
14. Erneuerbare-Energien-Wärmegesetz (EEWärmeG)
15. Programm zur energetischen Sanierung von Bundesgebäuden
16. CO2-Strategie Pkw
17. Ausbau von Biokraftstoffen
18. Umstellung der Kfz-Steuer auf CO2-Basis
19. Verbrauchskennzeichnung für Pkw
20. Verbesserte Lenkungswirkung der Lkw-Maut
21. Flugverkehr
22. Schiffsverkehr
23. Reduktion der Emissionen fluorierter Treibhausgase
24. Beschaffung energieeffizienter Produkte und Dienstleistungen
25. Energieforschung und Innovation
26. Elektromobilität
27. Internationale Projekte für Klimaschutz und Energieeffizienz
28. Energie- und klimapolitische Berichterstattung der deutschen Botschaften und Konsulate
29. Transatlantische Klima- und Technologieinitiative.

## Kosten und Nutzen des Programms
Das Fraunhofer-Institut für System- und Innovationsforschung hat in Kooperation mit dem Öko-Institut und dem Forschungszentrum Jülich ausgewählte Maßnahmen wirtschaftlich bewertet. Für das Jahr 2020 könnten mit den untersuchten Maßnahmen 2218 PJ Energie eingespart werden. Hierfür würden Bruttokosten von 31 Mrd. € fällig, denen Energieeinsparkosten von 36 Mrd. € gegenüberstehen.